# Polycalymma stuartii
Polycalymma es un género monotípico de plantas con flores perteneciente a la familia de las asteráceas. Su única especie: Polycalymma stuartii, es originaria de Australia.

## Descripción
Es una planta erecta anual, que alcanza un tamaño de 10-50 cm de altura, los tallos simples o con ramificación basal, pelos glandulares y lanoso no glandular. Las hojas lineares o linear-lanceoladas, de 2-7 cm de largo, 1-5 mm de ancho, ± estrechadas en la base, subagudas, densa telaraña de subglabras, de color gris-verde. Capitulescencia hemisférica, poco pedunculadas;  brácteas involucrales con lana, uñas lineales, herbáceas y  ovadas, agudas, láminas blancas, parecidas al papel; brácteas de cabezas parciales angosto-elípticas, hialinas, glabras, con garra corta en la base; brácteas involucrales de cabezas parciales 4-9, ovadas, hialinos, glabros. Florets 4-9; corola 5 dientes, de color amarillo. Los frutos son aquenios estrecho-ovoides, de 2-3 mm de largo, sedoso, con vilano 9-15 cerdas, plumosas abajo, ± cónicos y barbados arriba.

## Distribución y hábitat
Crece en zonas abiertas de las planicies de arena y dunas de arena, al oeste de la zona de Brewarrina en Nueva Gales del Sur. 

## Taxonomía
Polycalymma stuartii fue descrita por F.Muell. & Sond. ex F.Muell. & Sond.   y publicado en Linnea 25: 494. 1853.
Sinonimia
- Hirnellia stuartii (F.Muell. & Sond. ex Sond.) Kuntze
- Myriocephalus stuartii Benth. basónimo[4]